# Guergour
Guergour est un petit village de Kabylie en Algérie. Situé à la sortie ouest de la ville de Lakhdaria dans la wilaya de Bouira.

## Personnalités liées
- Tahar Madjène : Né en 1927 au Douar Harbil en Algérie, il est enterré à Guergour. Il fait partie des 7 victimes de la manifestation qui a eu lieu le 14 juillet 1953 sur la place de la Nation à Paris[1].